# Episodi di Annie Oakley (prima stagione)
La prima stagione della serie televisiva Annie Oakley è stata trasmessa in anteprima negli Stati Uniti d'America in syndication tra il 9 gennaio 1954 e il 3 luglio 1954.
| nº | Titolo originale             | Titolo italiano | Prima TV USA     | Prima TV Italia |
| -- | ---------------------------- | --------------- | ---------------- | --------------- |
| 1  | Annie and the Brass Collar   |                 | 9 gennaio 1954   |                 |
| 2  | Annie Trusts a Convict       |                 | 16 gennaio 1954  |                 |
| 3  | Gunplay                      |                 | 23 gennaio 1954  |                 |
| 4  | The Dude Stagecoach          |                 | 30 gennaio 1954  |                 |
| 5  | Ambush Canyon                |                 | 6 febbraio 1954  |                 |
| 6  | Annie Calls Her Shots        |                 | 13 febbraio 1954 |                 |
| 7  | A Gal for Grandma            |                 | 20 febbraio 1954 |                 |
| 8  | Annie and the Silver Ace     |                 | 27 febbraio 1954 |                 |
| 9  | Annie Finds Strange Treasure |                 | 6 marzo 1954     |                 |
| 10 | The Cinder Trail             |                 | 13 marzo 1954    |                 |
| 11 | Valley of the Shadows        |                 | 20 marzo 1954    |                 |
| 12 | Annie and the Lily Maid      |                 | 27 marzo 1954    |                 |
| 13 | The Hardrock Trail           |                 | 3 aprile 1954    |                 |
| 14 | Annie Gets Her Man           |                 | 10 aprile 1954   |                 |
| 15 | Justice Guns                 |                 | 17 aprile 1954   |                 |
| 16 | Annie's Desert Adventure     |                 | 24 aprile 1954   |                 |
| 17 | Annie and the Mystery Woman  |                 | 1º maggio 1954   |                 |
| 18 | Annie and the Texas Sandman  |                 | 8 maggio 1954    |                 |
| 19 | Annie Meets Some Tenderfeet  |                 | 15 maggio 1954   |                 |
| 20 | Annie Joins the Cavalry      |                 | 22 maggio 1954   |                 |
| 21 | Bull's Eye                   |                 | 29 maggio 1954   |                 |
| 22 | Annie Helps a Drifter        |                 | 5 giugno 1954    |                 |
| 23 | Sharpshooting Annie          |                 | 12 giugno 1954   |                 |
| 24 | Annie Makes a Marriage       |                 | 19 giugno 1954   |                 |
| 25 | Outlaw Mesa                  |                 | 26 giugno 1954   |                 |
| 26 | Annie and the Outlaw's Son   |                 | 3 luglio 1954    |                 |